# マモー・ミモー
マモー・ミモーは、内村光良とちはるが演じたコントキャラクター。

## 概要
『ウッチャンナンチャンの誰かがやらねば!』（フジテレビ系列）のコントコーナーの1つ「トラブルコップ」最終話に登場。その後、『誰かがやらねば!』の姉妹番組『ウッチャンナンチャンのやるならやらねば!』（フジテレビ系列）のコントコーナーの1つ「ナン魔くん」に登場。マモーは「ナン魔くん」を元にした漫画『ウッチャンナンチャンのナン魔くん』にも登場したことがある。
2015年6月11日放送の『LIFE!〜人生に捧げるコント〜』（NHK）のコントコーナーの1つ「宇宙人総理」で、25年ぶりに復活した。
コントキャラクターがコント終了後、他局のコント番組に登場した珍しい例の1つ。さらに、同一の人物が演じたコントキャラクターが3番組のコントコーナーに登場した珍しい例でもある。

## マモー
演：内村光良
出身は山形県のトランシルバニア郡。登場時のテーマソングはヨハン・ゼバスティアン・バッハの『小フーガ ト短調』および『マモー・ミモー 野望のテーマ 〜情熱の嵐〜』。
「トラブルコップ」では、マモー教の信者などを使って犯行を行った黒幕として、最終話に登場。犯人グループが逮捕されたことで手駒を失うが、「トラブルコップ」と「ナン魔くん」の間を描いた「ミモー誕生秘話」で、ミモーという仲間（愛人）が加わる。
「ナン魔くん」では、主人公のナン魔くん（演：南原清隆）と使い魔のメフィスト（演：名古屋章）に対し、妖怪を遣わせる黒幕として登場。実はナン魔くん（モモー）の父親で銀河皇帝プリプリの部下だったことが、最終回で明かされる。初期は対決ゲームに負けた妖怪を「ややウケ」/「バカ受け」/「ドッチラケ」の評価を下した後で処刑していたが、5回目以降は自分で戦うようになる。
「ナン魔くん」を元にした漫画『ウッチャンナンチャンのナン魔くん』や「ナン魔くん」の続編「ハイスクールナン魔くん」にも、敵役として登場したことがある。
「宇宙人総理」では、政界の黒幕として登場。「8の国」から「総合の国」へ移住したことが語られた。安達まこと（演：田中直樹）と蜷川かずお（演：ムロツヨシ）の日本繁栄党の議員が、宇宙人総理・小暮井康夫（演：内村光良）の解散選挙に勝利するため、マモーとミモーが住む屋敷を訪れる。なお、マモーの衣装は『やるならやらねば!』当時のものであり、同番組終了後からレンタル衣装業者の間を巡った後、別のコントでダブルのスーツを探していた本番組のスタッフがマモーのスーツを偶然発見し、マモーのことを知っていたスタッフが内村に見せ、運命を感じた内村がマモーを「宇宙人総理」で出そうと決めたことが、今回の復活のきっかけとなった。
モデルは、劇場映画『ルパン三世 ルパンVS複製人間』に登場した同名キャラクター。

## マモーの同族
ミモー
演：ちはる
「ナン魔くん」では、マモーの愛人として登場。「ミモー誕生秘話」では、ある日、ペンキ塗りのアルバイト中、マモーを「アホー」と言ったことで、オレンジ色のペンキを塗られてミモーにされてしまうという経緯が明かされた。
「宇宙人総理」では、マモーとともに「総合の国」に住んでいた。ミモーの衣装は、今回のために当時の衣装を再現し、新たに作られた。
なお、ミモーに対してちはるは「当時、演じるのは嫌だった」と語っている。
ミモーのそっくりさん
演：桜井幸子、田中美奈子、佐々木すみ江
「ミモー当てクイズ」で登場。
ムモー
演：小倉久寛
「ナン魔くん」では、後期からマモーの部下（召使い）として登場。
ときおり、対決ゲームに参加してくる。
メモー
演：一色紗英
故人。マモーの妻で、モモーの母親。
モモー / ナン魔くん
演：南原清隆
マモーとメモーの息子。詳しくはナン魔くんを参照。
モモーの暗黒面
演：楠田枝里子
自分の正体に悩むモモーの前に現れたイメージ。

## マモーの配下
ボボーくん
演：出川哲朗
「ナン魔くん」中盤から登場。ゲーム人数を合わせる目的でナン魔くん側についたりマモー側についたりしているため、正確にはマモーの配下ではない。
デューク南郷
演：南原清隆
「マモーくん」に登場するマモー配下の殺し屋。政治家の暗殺を目的とする。
しかし、正体は魔力で変身したナン魔くんのため、すぐに裏切って政治家を助ける。
元ネタは、『ゴルゴ13』のデューク東郷。
妖怪
演：内村光良
エー
絵の妖怪。政治家を絵の中に閉じ込めていた。最期はマモーに「ややウケ」と評価されたことに反発するがマモーに拒否され、処刑された。
ウッソー
うそつき妖怪。ある平安貴族が憧れていた女性に騙された怨念によって誕生。テレビ局内に潜り込み、『嘘つき針』を使って相手を嘘つきにしては死に至らしめる。最期はマモーに「ドッチラケ」の評価を受けた直後に処刑された。
サンドバッグ
「明日のロッキー」に登場。その名の通り、サンドバッグの妖怪。ナン魔くんの叔父が住む国で連続して起きているノックアウト事件の犯人でもある。最期はマモーに「あまりと言えば、あまりの動き難さ」という理由で処刑され、砂になってしまった。
シネマー
「もう一つの蒲田行進曲」に登場。 最期はマモーに処刑されることなく、元の人間に戻った。
シットー
「二人の刑事物語」に登場。炎の妖怪。フランス王室の給仕の少年ガブリエルの嫉妬心から誕生。 最期はマモーに処刑されることなく、ナン魔くんに倒されてしまった。
アラン
マモー十勇士の一人。
タムラ
マモー十勇士の一人。
ガオー
マモー十勇士の一人。CMソング「画王生誕。」を歌う。
ジュンチャン
マモー十勇士の一人。

### マモー教
マモーが教祖を勤める教団。5000人以上の信者がいる。
天勝和尚
演：勝俣州和
「里見三忍伝」に登場。幕府に使える僧侶だが、実はマモー教信者。
犯人M
演：不破万作
「トラブルコップ」に登場する犯人グループの一人。
犯人Y
演：石原良純
「トラブルコップ」に登場する犯人グループの一人。
犯人C
演：岩本千春
「トラブルコップ」に登場する犯人グループの紅一点。
俺じゃねぇ騎士
演：直江喜一
「トラブルコップ」に登場。マモー直属の手下。

## マモーの変装
ミヤギ
演：内村光良
ナン魔くんに空手を教えて、計画を実行するためにマモーが変装した姿。
「里見三忍伝」でも内村光良が同名キャラクターを演じている。
元ネタは『ベスト・キッド』の同名キャラクター。
松平根津守花水
演：内村光良
「里見三忍伝」に登場。
忍一族に危機感を抱いたマモーが忍一族を滅ぼすためにマモーが変装した姿。
ビリー・ザ・キッド
「荒野の真昼の決闘」に登場。
ガンさばきのカッコよさを人々に見せつけた後、撃ちあいによって全人類を滅ぼす計画を実行するためにマモーが変装した姿。
元ネタは実在した同名のアウトロー（ガンマン）。
国際的演出家
「トダーくん」に登場。
その名の通り世界を名をはせた舞台演出家。
本来ならいつものように計画を実行するためにマモーが変装した姿だが、実はトダーくんを潔く思わないため作戦を変更。トダーくんを失脚させるためにナン魔くんらと共闘する道を選ぶ。
もっとも、オーディションのリズムテストで華麗に踊るトダ―くんは勿論、彼とは対照的に一貫して「ナンバラバンバンダンス」をしているナン魔くんを合格にしたのもそのためである。

## その他の関係者
トダーくん
演：戸田研一郎
「ナン魔くん」の劇中でひょんなことから主役の座を奪い、「トダーくん」の主役となった男。
自分が主役であることをいいことにナン魔くんの持ち株を横取りしたりと天狗になっていたため、最終的にナン魔くんやマモーら登場人物全てを敵に回した。
皇帝プリプリ
演：内村光良
「ナン魔くん」最終話でマモーの上司として登場。「スーパー2」では協力なフォースを使用している。スター・ウォーズシリーズの銀河皇帝パルパティーンのパロディ。
漫画『天空の勇者 ナン魔クエスト』では、マモーの同志として登場している。
カリカリ
演：勝俣州和
「スーパー2」ではプリプリの部下として登場。漫画『天空の勇者 ナン魔クエスト』では、マモーの指示にも従っている。
怪盗ジャンジャカジャン
演：小泉今日子
「スーパー2」ではライバルキャラとして登場するが、漫画『天空の勇者 ナン魔クエスト』では、マモーの部下のような役回りもしている。
ジャマー
演：渡辺正行
「やるやらクエスト」に登場する魔王だが、漫画『天空の勇者 ナン魔クエスト』では、皇帝プリプリの部下として登場。
コジャマー
演：小宮孝泰
「やるやらクエスト」に登場するジャマーの子分。

## CD
マモー・ミモー 野望のテーマ 〜情熱の嵐〜
1991年5月21日に発売されたシングルCD。